# Sayre (Oklahoma)
Sayre is een plaats (city) in de Amerikaanse staat Oklahoma, en valt bestuurlijk gezien onder Beckham County.

## Demografie
Bij de volkstelling in 2000 werd het aantal inwoners vastgesteld op 4114.
In 2006 is het aantal inwoners door het United States Census Bureau geschat op 2872, een daling van 1242 (-30,2%).

## Geografie
Volgens het United States Census Bureau beslaat de plaats een oppervlakte van
8,8 km², geheel bestaande uit land. Sayre ligt op ongeveer 551 m boven zeeniveau.

## Plaatsen in de nabije omgeving
De onderstaande figuur toont nabijgelegen plaatsen in een straal van 36 km rond Sayre.